# بنی زمنزر
بنی زمنزر (به عربی: بنی زمنزر) یک شهرداری در الجزایر است که در استان تیزی وزو واقع شده‌است.